# Jerf el Ahmar
Koordinaten: 36° 23′ 0″ N, 38° 10′ 50″ O
Jerf el Ahmar (arabisch الجرف الأحمر al-dscharf al-ahmar „rote Klippen“) ist ein jungsteinzeitlicher Fundort in Syrien; er liegt am linken Ufer des mittleren Euphrats, war zwischen 9.600 und 8.500 v. Chr. bewohnt, ist etwa gleich alt wie der Göbekli Tepe und gehört damit zu den ältesten Siedlungen des Neolithikums.
Jerf el Ahmar liegt auf zwei Erdhügeln, die durch ein kleines Wadi voneinander getrennt sind. In der zuerst besiedelten „Ost-Anhöhe“ liegen neun Bauschichten übereinander. Während der fünften Besiedlung der „Ost-Anhöhe“  wurden auf der „West-Anhöhe“ fünf Bauschichten begonnen. Fünf Jahrhunderte lang wurde Jerf el Ahmar durch die Mureybet-Kultur geprägt (PPNA). Die letzte Besiedlung beider Hügel lässt einen Übergang zur PPNB-Kultur erkennen. Zu den Funden gehören neben Waffen aus Feuerstein Piktogramme, Botschaften in Bilderschrift auf kleinen Steinen.
Jerf el Ahmar zeigt typische Merkmale der Mureybet-Kultur: Architektur, Werkzeuge, Waffen aus Feuerstein sowie einige Gegenstände aus Felsgestein. Nach Zerstörung der Dörfer wurden diese immer wieder neu errichtet. Jede Ausgrabungsschicht zeigt eine eigenständige Entwicklung, die jedoch ab dem 8. Jahrtausend v. Chr. einer einheitlichen Struktur weicht. Erste Übergänge zur Landwirtschaft sind erkennbar, das zeigen Funde von wilder Gerste und Einkorn.